# Синагога Турку
Синагога Турку (фин. Turun synagoga швед. Åbo synagoga) — культовое здание иудеев в городе Турку, одна из двух (наряду с синагогой в Хельсинки) в Финляндии.

## История
До 1858 года в Финляндии действовало безусловное запрещение проживания евреев, которые не были обращены в христианство. Запрет был снят в 1858 году для евреев-военнослужащих, окончивших службу, и матросов, размещённых в Финляндии.
После смерти Александра II положение евреев было осложнено постановлением Сената Финляндии от 1886 года, по которому прежний порядок 1858 года был отменён, разрешение заменено временным видом на жительство, дававшим по специальному разрешению губернатора право проживать в городе лишь шесть месяцев.
В 1888 году последовало первое распоряжение о высылке 12 еврейских семейств из Турку (одновременно из Выборга были высланы 34 из 52 еврейских семейств). Часть высланных семей переселились в США, другие — в Палестину.
В 1917 году (закон был подтверждён в 1918 году) Финляндия одной из последних среди европейских государств предоставила евреям, проживающим в стране, полные гражданские права.
Здание синагоги в Турку было построено в 1912 году по проекту архитекторов Августа Кроока и Юхана Хиндерссона за счёт банковского займа.
Кирпичное двухэтажное здание с барабаном на четырёх столбах и куполом в настоящее время внесено в список культурно-исторического наследия Финляндии.